# .gd
‎.gd‏ دامنه اینترنتی اختصاص داده شده به کشور گرنادا است.